# Harper (Kansas)
Harper è un comune degli Stati Uniti d'America, situato nello Stato del Kansas, nella contea di Harper.